# Церква Казанської Ікони Божої Матері (Єреміївка)
Церква Казанської Ікони Божої Матері — чинна церква Балтської єпархії Української православної церкви Московського Патріархату в Єреміївці.

## Історія
У 1821 році збудовано кам'яну однопрестольну Церкву на честь ікони Божої Матері Казанська слободи Єреміївка; освячена 1822 року. Церква будувалась на кошти від господарювання на цій землі, які заповів місцевий поміщик Гелескул, коли захворів.
Псаломщиком у 1883 році став  Арсеній Алексієв Мильській. Це було його 1-ше місце ведення служби.
Відомо, що до 1887 року священником був Михайло Іванович Березський (1847-1888). Михайло Іванович помер від раку горла і був похований біля церкви. Могила не збереглась.
З 1887 року церкву очолював Миколай Іоаннов Зеленєв. Це було його 3-тє місце ведення служби.

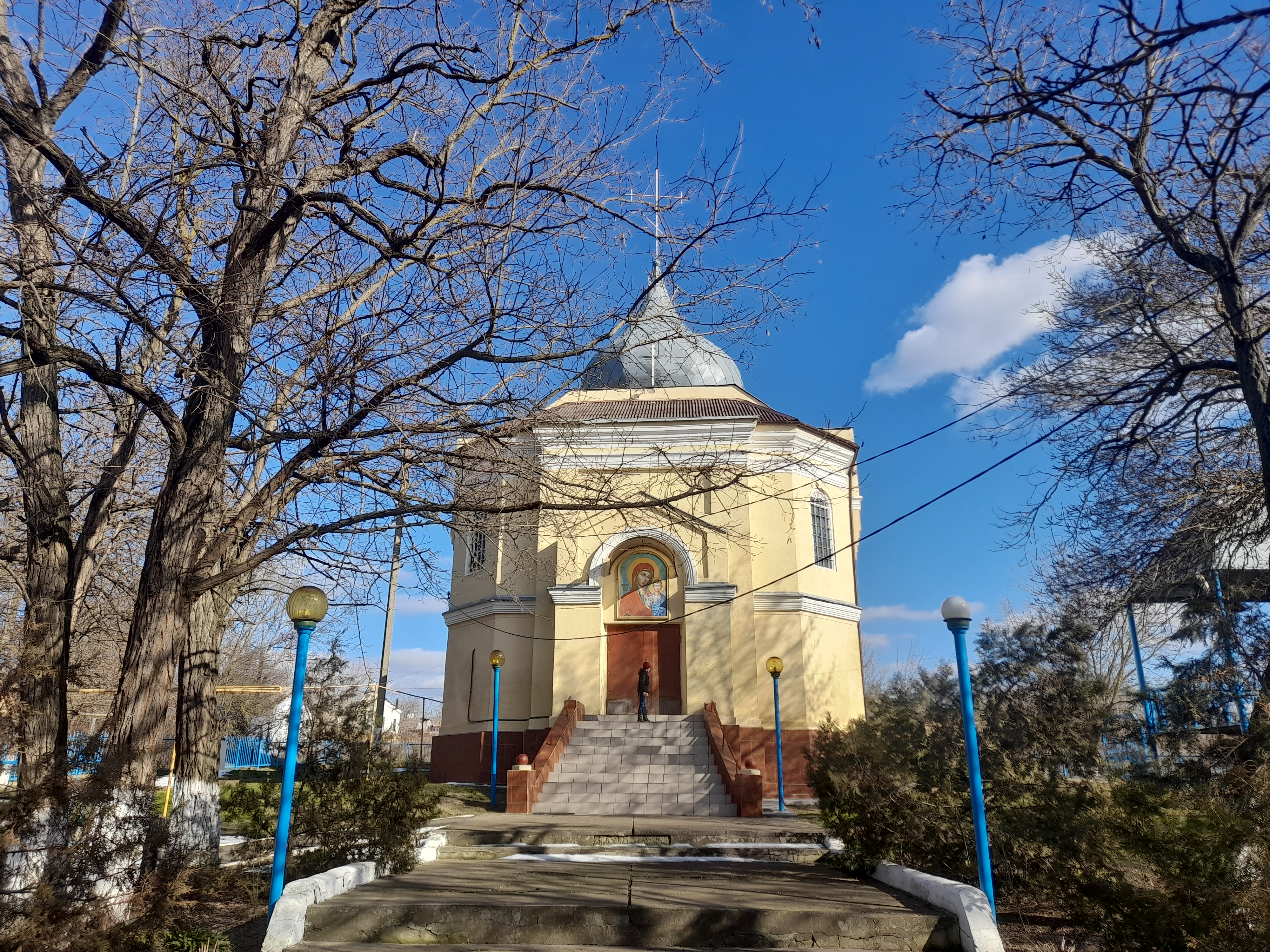
Сходи, що ведуть до храму

У 1906 році церква розташовувалась у Більчанській волості Тираспольського повіту Херсонській губернії. Парафіянами були росіяни (431 чоловік та 401 жінка) із села Ієреміївка, селищ Катеринівка, Шаміотов, Ново-Казимірівка, хуторів Єлисаветка, Ново-Дмитрівка, Карпове, Алестарове, Жовтий, Шиміота, Федорикове, Андріївка, Богданівка, Педашенкова, Василівка, Благодатне, Каземірівка.
При церкві була змішана церковно-парафіяльна школа.
Капітал церкви сягав 37 рублів 50 копійок.
У церкві вели службу священник та псаломщик. Священником був Миколай Іоаннов Зеленєв (29 років), студент Тверської духовної семінарії, Одеський повітовий місіонер, законовчитель та завідувач церковно-приходської школи, мав сім'ю: жінку та 7 дітей (15, 14, 11, 8, 16, 3, 1 років). Сан священника здобув у 1887 році. Плата від парафії становила 294 руб. Псаломщиком був Арсеній Алексієв Мильський (40 років), звільнений з 2-го класу гімназії, вчитель співу в церковно-приходській школі, неодружений. Сан псаломщика здобув у 1883 році. Плата від парафії становила 98 руб. Разом мали 120 десятин церковної землі, садибної — 8 десятин і 1920 квадратних сажнів.
На 1911-1914 рік церква Казанської Божої Матері, яку очолював священник Федір Морозов, належала до Северинівської благочинної округи.